# Kvint Aurelije Simah
Kvint Aurelije Simah (latinski: Quintus Aurelius Symmachus, oko 340. – 345. - poslije 402.) bio je rimski političar, orator i intelektualac. Bio je sin ugledna oca, Lucija Aurelija Aviana Simaha, iz patricijskog roda Aurelia. Poznat je po tome što je pokušavao spriječiti zator starorimske poganštine koju su sprovodili kršćanski carevi, u vrijeme kad se aristokracija obraćala na kršćanstvo. 
373. godine je obnašao dužnost guvernera provincije Afrike, potom je bio gradskim prefektom grada Rima 384. i 385. godine, a dužnost konzula je obnašao 391. godine.
Vodio je kod cara Gracijana izaslanstvo koje je došlo prosvjedovati kad je Oltar pobjede maknut iz kurije, glavno mjesta gdje su se sastajali starorimski Senat u rimskom forumu. Prosvjed nije uspio. Dvije godine poslije se pojavio kod cara koji je naslijedio Gracijana, cara Valentinijana II. Na to se oštro suprotstavio milanski biskup Ambrozije. 
Simahov napredak u karijeri je privremeno bio ozbiljno ugrožen kad je podupro uzurpatora Magnusa Maksima koji je porazio Gracijana. Kad je došao Teodozije I. Veliki, optužilo ga se za izdaju te je Simah bio prisiljen izbjeći u utočište. Ipak, rehabilitiran je zahvaljujući tome što su uskočili njegovi brojni moćni i utjecajni prijatelji. Na kraju mu je čak dodijeljeno konzulstvo 391. godine te je bio sudionikom javnih poslova do smrti.
Većina njegovih djela je sačuvana: devet knjiga pisama, zbirka Relationes te fragmenti raznih govora.
Otac je Kvinta Fabija Memija Simaha.
Vidi diptih Symmachi–Nicomachi.

## Vanjske poveznice
- (latinski) Simah: Relatio III
- Medieval Sourcebook  Arhivirana inačica izvorne stranice od 2. siječnja 2013. (Wayback Machine) Simahovo pismo u ime Senata
- Ambrose, Epistle xvii and xviii  Arhivirana inačica izvorne stranice od 14. kolovoza 2009. (Wayback Machine)